# San Isidro de los Sauces
San Isidro de los Sauces es una localidad del estado mexicano de Guanajuato. Es parte del municipio de León.

## Toponimia
El nombre «San Isidro» hace referencia al santo patrono de la localidad: Isidro Labrador.

## Demografía
| Censo | Población |
| ----- | --------- |
| 2000  | 901       |
| 2010  | 1 675     |
| 2020  | 1 803     |